# Укаяктынваям
Укаяктынваям — река на северо-востоке полуострова Камчатка.
Длина реки — 10 км. Протекает по территории Олюторского района Камчатского края. Впадает в залив Корфа.
Название в переводе с корякского Укиятктынваям — «сельдевая река с чайками».
На берегах реки археологами было обнаружено несколько стоянок, относящихся к древнекорякской культуре и датируемых концом I — началом II тысячелетия н. э.

## Данные водного реестра
По данным государственного водного реестра России относится к Анадыро-Колымскому бассейновому округу.